# Secrets (Gil Scott-Heron)
Secrets è un album dell'artista statunitense Gil Scott-Heron e del tastierista Brian Jackson, pubblicato nel 1978 da Arista Records.
| Recensione       | Giudizio |
| ---------------- | -------- |
| AllMusic         | [ 1 ]    |
| Robert Christgau | B+       |

## Tracce
Lato A
Testi e musiche di Gil Scott-Heron, Brian Jackson (traccia 3), Brenda Morocco (traccia 3).
1. Angel Dust – 4:13
2. Madison Avenue – 3:06
3. Cane – 3:31
4. Third World Revolution – 4:22
5. Better Days Ahead – 3:28

Lato 2
Testi e musiche di Gil Scott-Heron, Brian Jackson (tracce 6 e 9).
1. Three Miles Down – 4:18
2. Angola, Louisiana – 5:32
3. Show Bizness – 2:48
4. A Prayer for Everybody / To Be Free – 6:20

## Classifiche
| Classifica (1978)         | Posizione massima |
| ------------------------- | ----------------- |
| Stati Uniti               | 61                |
| US Top R&B/Hip-Hop Albums | 10                |